# Чашковский хребет
Чашко́вский хребе́т (Чашко́вские горы, хребет Чашко́вского, Чашко́вка) — хребет на Южном Урале, южное продолжение Ильменских гор, восточный отрог Уральских гор (Челябинская область, Россия). Длина хребта — 16 км. Вершина — гора Голуха (580 м). На нём находится образованная в 1987 году особо охраняемая природная территория — «Горный луг хребта Чашковского».

## Описание
Чашковский хребет представляет собой совокупность множества горок высотой от 400 до почти 600 метров. Он простирается на 16 км в южную сторону от города Миасса до окрестностей села Кундравы. У хребта находится село Черновское.
Чашковский хребет в народе называют Каменным городищем, поскольку имеющиеся на нём скальные гранитные останцы (их высоты варьируется от 3 до 40 м) имеют необычные формы, напоминающие фигуры различных животных и существ. Некоторые скалы имеют собственные названия: Кабан, Верблюд, Горилла, Орангутанг, Черепаха, Страшила и другие (в иной интерпретации — Танк, Варан, Палатка, Три Брата, Собака-камень).
На отвесных, труднопреодолимых склонах чашковских скал иногда проходят тренировки скалолазов Миасса и других городов региона.
У склонов Чашковского хребта в XVIII веке были найдены залежи медных руд, что послужило причиной создания в 1773 году Миасского медеплавильного завода.
Хребет покрыт смешанным лесом с преобладанием сосен. На местах бывших вырубок растут берёзы, встречаются остепнённые участки.

## Топонимика
Известны следующие объяснения происхождения названия «Чашковский»:
1. От названия речки Чашковка, берущей начало на склоне горы Моховой Чашковских гор[5]. В свою очередь, происхождение гидронима восходит к фамилии Чашков: возможно, это человек имел какое-то отношение к золотому прииску, находившемуся в той местности в XIX веке;
2. От формы вершины хребта, которая будто края огромной чаши возвышается над южной частью Миасса. Со временем слово «чаша» трансформировалась в «чашковку»[1][4].
3. От слова «чаща», то есть, «густой лес»[6].

Вторая и третья версии похожи на народную (ложную) этимологию.

## Гора Голуха
Высшая точка Чашковского хребта — гора Голуха (580 м). На её вершине находится скальный гребень. С горы открываются панорамные виды на окрестности: в том числе — на хребты Нурали и Уреньга.
У основания одной из скал вершины находится пещера протяжённостью 9,2 м.

## Горный луг хребта Чашковского
В октябре 1987 году на южном склоне Чашковских гор был образован ботанический памятник природы регионального значения — «Горный луг хребта Чашковского». Его площадь — 63,5 гектаров. На нём растут несколько видов редких и реликтовых растений.